# Sara Martins
Sara Martins (Faro, 19 de agosto de 1977) é uma atriz franco-portuguesa. Seu trabalho mais conhecido internacionalmente é a detetive Camille Bordey na série Death in Paradise, da BBC.

## Ligações  Externas
- Sara Martins. no IMDb.